# Slavenșciîna, Narodîci
Slavenșciîna (în ucraineană Славенщина) este un sat în comuna Novîi Dorohîn din raionul Narodîci, regiunea Jîtomîr, Ucraina.

## Demografie
Componența lingvistică a localității Slavenșciîna
     Ucraineană (95,8%)
     Rusă (1,68%)
     Alte limbi (1,68%)
Conform recensământului din 2001, majoritatea populației localității Slavenșciîna era vorbitoare de ucraineană (95,8%), existând în minoritate și vorbitori de rusă (1,68%).